# Rhinochimaera atlantica
Chimère à nez mou, Chimère couteau
Espèce
Statut de conservation UICN

 LC  : Préoccupation mineure
Rhinochimaera atlantica, communément appelé la Chimère à nez mou ou la Chimère couteau,, est une espèce de poissons abyssaux de la famille des Rhinochimaeridae, que l'on trouve dans l'océan Atlantique. Son habitat naturel est la mer ouverte. Elle vit essentiellement dans la zone démersale (bathyale). 

## État des populations et menaces
Cette espèce est encore mal connue. À l'échelle de la France métropolitaine, la catégorie de menace et la tendance actuelle de sa population ne peuvent pas encore être évaluées, compte tenu de l'insuffisance des données disponibles. Les principales menaces qui pèsent sur l'espèce sont les prises accessoires de pêche. Elle est aussi menacée par la perte d'habitats.

## Systématique
L'espèce Rhinochimaera atlantica a été décrite en 1909 par les ichtyologistes Ernest William Lyons Holt (1864-1922) et Lucius Widdrington Byrne (d) (?-?).
Ce taxon porte en français les noms vernaculaires ou normalisés suivants : 
- Chimère couteau[6] ;
- Chimère-couteau[1] ;
- Chimère à nez mou, appellation reconnue par la FAO[6],[7].

Rhinochimaera atlantica a pour synonyme : Harriotta atlantica (Holt & Byrne, 1909).

## Description
Rhinochimaera atlantica peut mesurer jusqu'à 140 cm de longueur totale.